# Pedro Filipak
Pedro Filipak (* 26. Dezember 1920 in Catanduvas, Paraná, Brasilien; † 10. August 1991) war ein brasilianischer Geistlicher und römisch-katholischer Bischof von Jacarezinho. 

## Leben
Pedro Filipak empfing am 22. Dezember 1945 das Sakrament der Priesterweihe.
Papst Johannes XXIII. ernannte ihn am 8. Februar 1962 zum Bischof von Jacarezinho. Der Apostolische Nuntius in Brasilien, Erzbischof Armando Lombardi, spendete ihm am 13. Mai desselben Jahres die Bischofsweihe. Mitkonsekratoren waren sein Amtsvorgänger Geraldo de Proença Sigaud SVD, Erzbischof von Diamantina, und Ignácio Krause CM, Bischof von Bistum Xingtai. 
Er nahm an allen vier Sitzungsperioden des Zweiten Vatikanischen Konzils als Konzilsvater teil.